# رفتار ضداجتماعی
رفتارِ ضدِ اجتماعی کنشی است که به رفاهِ دیگران آسیب برساند. بسیاری از مردم نیز کنشی که برخلافِ هنجارهای غالب در اجتماع باشد را به‌عنوانِ رفتارِ ضدِ اجتماعی محسوب می‌کنند. انجمن روان‌پزشکی آمریکا در راهنمای تشخیصی و آماری اختلال‌های روانی رفتارِ ضدِ اجتماعی را در زمرهٔ اختلال شخصیت ضد اجتماعی می‌شمارد. همچنین می‌توان الگوی رفتارهای ضدِ اجتماعی مزمن را در کودکان و نوجوانانِ مبتلا به مشکلاتِ رفتاری همچون اختلال رفتاری یا اختلال نافرمانی مقابله جویانه و بر اساسِ معیارهای دی‌اس‌ام-۵ طبقه‌بندی کرد. اما معمولاً رفتارِ ضدِ اجتماعی در موردِ افرادی به‌کار می‌رود که رفتارشان ناشی از اختلالِ روانی نیست اما تلاش می‌کنند در جامعه رفتارهایی نیرنگ‌بازانه و مخرب از خود نشان دهند.
رفتارهای ضداجتماعی،با اعمالی که به دیگران آسیب می رساند یا هنجارهای اجتماعی را زیر پا می گذارد، مشخص می شود، می تواند ناشی از عوامل مختلفی از جمله تأثیرات خانوادگی و عوامل استرس زای محیطی باشد.